# صمود (سياسة)
صمود (بالإنجليزية: Sumud)‏ إن معنى «الصمود» أو «المثابرة الثابتة»، هو موضوع أيديولوجي واستراتيجية سياسية ظهرت لأول مرة بين الشعب الفلسطيني من خلال تجربة جدلية القمع والمقاومة في أعقاب حرب الأيام الستة عام 1967. هذا الاسم مشتق من فعل يعني «ترتيب، تزين، وضع، حفظ». يشار إلى الصامدين، أي أولئك الذين يظهرون الصمود، باسم صامدين، وأشكالهم الفردية هي صامد وصامدة.
مع مرور السنين منذ عام 1967، ميز الفلسطينيون بين شكلين رئيسيين من الصمود. الأول، الصمود الساكن، أكثر سلبية ويعرفه إبراهيم دحق بأنه «الحفاظ على الفلسطينيين على أرضهم». أما المقاومة الثانية (صمود المقاوم)، فهي أيديولوجية أكثر ديناميكية تهدف إلى البحث عن طرق لبناء مؤسسات بديلة لمقاومة وتقويض الاحتلال للأراضي الفلسطينية.
إن الرمز النهائي المرتبط بمفهوم الصمود والشعور الفلسطيني بالتجذر في الأرض هو شجرة الزيتون في كل مكان في فلسطين. رمز آخر من الصمود الذي غالبًا ما يتم تصويره في الأعمال الفنية الفلسطينية هو رمز الأم، وبشكل أكثر تحديدًا، المرأة الفلاحية التي تظهر عند الحمل.

## الأصول والتنمية
في الضفة الغربية وقطاع غزة، مثل الصمود الإستراتيجية السياسية الفلسطينية كما تم تبنيها منذ عام 1967 وما بعده. كمفهوم يرتبط ارتباطًا وثيقًا بالأرض والزراعة والسكان الأصليين، كانت الصورة المثالية للفلسطينيين المطروحة في هذا الوقت هي صورة للفلاح الذي بقي على أرضه، ورفض المغادرة. كتب باروخ كيميرلينغ أن تبني إستراتيجية الصمود كان مدفوعًا بالرغبة في تجنب التطهير العرقي الثاني. يعتبر الصمود كاستراتيجية أكثر سلبية من تلك التي تبناها الفدائيون الفلسطينيون، على الرغم من أنها وفرت نصًا فرعيًا مهمًا لرواية المقاتلين، «يرمز إلى الاستمرارية والارتباط بالأرض، مع الفلاحين وطريقة الحياة الريفية».

### الصمود الثابت
في سبعينيات القرن العشرين، عندما تخلَّى التحول عن الأنشطة العسكرية السرية للفدائيين الفلسطينيين تمامًا عن فكرة الصمود بين الفلسطينيين الذين ما زالوا يعيشون في فلسطين التي كانت ذات يوم فلسطين التاريخية، برزت الأم باعتبارها «تمثيلًا مثاليًا تمامًا» لأيديولوجية الصمود. ازدهرت أيضًا حركة التراث والفولكلور في هذا الوقت، وجعلت صورة الملصقات التي تم إنتاجها صورة النساء الفلاحيات الحوامل في أيقونات الصمود.
في أواخر سبعينيات القرن الماضي، تطلب الصمود إلى «طريق ثالث جماعي بين الخضوع والنفي، بين السلبية و... المقاومة لإنهاء الاحتلال». الصمود الثابت، على الرغم من تأكيده على تصميمه على البقاء على أرضه، كان يتميز أيضًا بموقف الاستقالة وربما الشفقة على الذات. لقد تجلى هدف البقاء ببساطة في مكانه في الاعتماد على المساعدات، مثل تلك التي تلقاها من صندوق مساعدات الصمود التابع للجنة الأردنية - الفلسطينية المشتركة، التي أنشأها مؤتمر القمة العربية في بغداد عام 1978.

### صمود المقاومة
كان ظهور لجان الإغاثة الطبية في أوائل ثمانينيات القرن الماضي، مؤلفًا من أطباء من مستشفيات القدس الذين يقضون أيامهم في العمل التطوعي لإنشاء وتشغيل عيادات في القرى الفلسطينية، أول ظهور واسع النطاق لمقاومة الصمود. بحلول عام 1983، كانت ثماني لجان من هذا القبيل تقدم خدمات طبية في جميع أنحاء الضفة الغربية. توحيدًا لتشكيل اتحاد لجان الإغاثة الطبية الفلسطينية، قدمت هذه المنظمة الشعبية نموذجًا للجان الأخرى المماثلة التي ظهرت في السنوات والعقود التالية.

في منتصف الثمانينيات من القرن الماضي، قال ياسر عرفات، وهو يصف كيف أن الصمود إستراتيجية سياسية شرط أساسي للقتال،
"إن أهم عنصر في البرنامج الفلسطيني هو التمسك بالأرض. التمسك بالأرض وليس الحرب وحدها. الحرب تأتي على مستوى مختلف. إذا قاتلت فقط - هذه مأساة. إذا كنت تقاتل وتهاجر - فهذه هي المأساة. الأساس هو أنك تمسك وتقاتل. الشيء المهم هو أنك تمسك بالأرض وبعدها - "القتال".
صمود في هذا المعنى يعني "البقاء على الرغم من الاعتداء المستمر". إن الأمر لا يتعلق فقط بالتحمل السلبي، بل "عمل من المقاومة والتحدي بلا كلل". وغالبا ما يصف اللاجئون الفلسطينيون، سواء الذين يعيشون داخل الأراضي المحتلة وخارجها، قدرتهم على مقاومة وتحمل حياة المخيم على أنها صمود. يُشار إلى احتجاز اللاجئين الفلسطينيين ضد الهجمات على تل الزعتر وصبرا وشاتيلا في لبنان كمثالان رئيسيان على الصمود.
يقتبس نعوم تشومسكي، في كتابه المثلث المحتوم، المقتبس من رجا شحادة الذي يقول إن هناك ثلاث طرق لمقاومة الاحتلال، «الكراهية العمياء»، «الخضوع البكم»، وطريقة «الصامد». ونقل عن شحادة قوله: «أنت، يا صامد، تختار البقاء في هذا السجن، لأنه منزلك، ولأنك تخشى أنه إذا غادرت، فلن يسمح لك سجنك بالعودة. يجب أن تقاوم هكذا. إغراءات توأمتين إما بالاستسلام لخطة السجين في حالة من اليأس أو بالغبطة في تناول الكراهية لسجينك ونفسي السجين».

### المقاومة اللاعنفية
منذ عام 1967، ارتبطت الاحتجاجات غير العنيفة التي نظمها الفلسطينيون، مثل الإضرابات العامة والمقاطعات والمظاهرات، ارتباطًا وثيقًا بمفهوم الصمود. تصور رجا شحادة للصمود، كموقف غير عنيف للحياة يمكن أن يشكل طريقًا ثالثًا بين قبول الاحتلال واختيار الكفاح العنيف، أعطى صوتًا للعديد من الفلسطينيين الذين رفضوا مغادرة أرضهم وحاولوا الاستمرار الحياة اليومية. في حين أن الاستمرار في الحياة اليومية في ظل ظروف مستحيلة في كثير من الأحيان يمكن اعتباره في حد ذاته شكلاً من أشكال المقاومة اللاعنفية، إلا أن أشكالًا أكثر نشاطًا من العصيان المدني اللاعنفي قد ألهمت وأبلغت بمفهوم الصمود.

#### الانتفاضة الفلسطينية الأولى
خلال الانتفاضة الفلسطينية الأولى (1987-1993)، اكتسب مفهوم المقاومة صمود التعبير التام في التركيز على «تحرير الفلسطينيين من الاعتماد على الإحتلال من خلال رفض التعاون وبناء المؤسسات واللجان المستقلة».
دعت خطة عمل شاملة للاعنف، أعلنها حنا سنيورة ومبارك عوض في يناير 1988، الفلسطينيين لمقاطعة منتجات الاحتلال وإنهاء التعاون معه. قام التجار في قطاع غزة والضفة الغربية بإغلاق متاجرهم احتجاجًا على معاملة الإحتلال للمتظاهرين. بدأت النساء الفلسطينيات في زراعة محاصيل على أرض غير مزروعة سابقًا من أجل استبدال الحاجة إلى منتجات الإحتلال، وفتح الفلسطينيون مدارس مؤقتة تحت الأرض للاستجابة لإغلاق الاحتلال لـ 900 مؤسسة تعليمية في الأراضي المحتلة.
في سبتمبر - أكتوبر 1989، عندما حاول الإحتلال تهدئة الانتفاضة، تم تنفيذ هجوم ضريبي، حيث دخلت القوات العسكرية ومسؤولو الضرائب في المدينة، وفرضت ضرائب باهظة على الأفراد والشركات الفلسطينية، وانسحبت بملايين الدولارات من المدخرات، السلع والأدوات المنزلية. في بيت ساحور، استجاب القرويون بتصعيد التمرد الضريبي تحت شعار «لا ضرائب بدون تمثيل». قوبل رفض دفع الضرائب بفرض حصار من قبل الإحتلال كلي على القرية، ومنع دخول المواد الغذائية والمستلزمات الطبية، وحجب إمدادات الكهرباء وفرض حظر تجول صارم. تمت مصادرة الممتلكات الشخصية والأثاث وآلات المصانع والسيارات من قبل جيش الإحتلال، كما تعرض العديد من سكان بيت ساحور للضرب والاعتقال. مع ذلك، استمر القرويون حتى ألغى الاحتلال الحصار والهجوم الضريبي في نهاية أكتوبر 1989، بسبب تعرض وسائل الإعلام والغضب الدولي الذي تلا ذلك.

## الرموز، الأيقونات، المراجع الأدبية
بالإضافة إلى الفلاح، والمرأة الحامل على وجه الخصوص، فإن شجرة الزيتون وتاريخها الطويل من الجذور في المنطقة هي رمز رئيسي للفلسطينيين. تجلى هذا الارتباط في الشعر الفلسطيني، كما في قصيدة رجا شحادة 1982 التي تنص على ما يلي:
«في بعض الأحيان، عندما أسير في التلال... أستمتع دون وعي بلمسة الأرض الصعبة تحت قدمي، ورائحة الزعتر والتلال والأشجار من حولي، أجد نفسي أبحث عن شجرة زيتون، وكما أنا عند النظر إليها، فإنها تحول نفسها أمام عيني إلى رمز للساميدين، ونضالنا، والخسارة، وفي تلك اللحظة بالذات سُرقت من الشجرة؛ وبدلاً من ذلك، هناك مساحة جوفاء يتدفق فيها الغضب والألم».
لم يقتصر شحادة، وهو محام في الضفة الغربية، على الإشارة إلى الشعر. في كتابه «الطريق الثالث» (1982)، كتب قائلاً: «نحن صامدون لا نستطيع محاربة القوة البدنية الوحشية للاحتلال ولكن يجب علينا أن نحافظ على الغضب يحترق إرادتنا الصلب لمحاربة الأكاذيب. الأمر متروك لنا للتذكر والتسجيل.» يلاحظ أدريانا كيمب تمثيله للصامد أنها حالة من التناقض، مستشهداً بملاحظة شحادة بشأن عودته الطوعية إلى الضفة الغربية بعد وجوده في أوروبا حيث كان بإمكانه البقاء، حيث يكتب، «من الغريب العودة مثل هذا، من إرادتك الحرة، إلى سلاسل الصمود». وانتقد شحادة أيضًا النخبة الفلسطينية التي استفادت من دفع «الخدمة الوطنية على نطاق واسع فقط لنضالنا، الذي كان أكثر من صمود في أرضي الفقيرة والمحبوبة.» ومن المفارقات أن العديد من الفلسطينيين نظروا إلى أشخاص مثل شحادة، من عائلة بارزة من الطبقة الوسطى في الضفة الغربية، على أنهم يشكلون جزءًا من الطبقات التي استفادت أكثر من سياسات الدعم المالي لمنظمة التحرير الفلسطينية في الثمانينيات واتهمتهم لتعزيز الحفاظ على الوضع الراهن من خلال سياسة الصمود.
وجد إدوارد سعيد التشجيع في زيادة الوعي الذاتي والتصميم على البقاء في فلسطين التاريخية التي اكتسبت مكانة بارزة بين الفلسطينيين في الأراضي المحتلة. في فيلم «بعد السماء الأخيرة: الحياة الفلسطينية» (1986)، أشار إلى عمل شحادة ويصف الصمود بأنه «حل تكتيكي ناجح تمامًا» في وقت لا تتوفر فيه إستراتيجية فعالة.
في فيلم «أعجبني فلسطيني» (1989)، يورام بنور، وهو صحفي تابع للاحتلال والذي عاش سرياً كعمالة عربية لمدة ستة أشهر في تل أبيب والقدس من أجل تجربة ما قد تكون عليه هذه الحياة، يصف الصمود بأنه «موقف، فلسفة، وأسلوب الحياة». إنه «[...] شكل أساسي من أشكال المقاومة ينشأ من فكرة أن مجرد البقاء والبقاء على الأرض هو عمل من تحدٍ، خاصةً عندما يكون الترحيل هو الشيء الوحيد الذي يخشاه الفلسطينيون أكثر».

في وصف الأشكال الأكثر نشاطًا من الصمود، يحكي بينور عن مواجهته مع اثنين من العرب الذين كانوا يعملون كعمال بناء في مستوطنة بيت إيل. رداً على تحذير بنور (في دوره كعربي) للعمل من أجل «الأسوأ منهم»، أجاب العمال بأن المال الذي يتلقونه لمثل هذا العمل لا يسمح لهم فقط بأن يكونوا صامدين بالعيش في مكان وجودهم، ولكن هذا في عملهم يستغلون كل فرصة «لمحاربتهم». يسأل بينور، «ماذا يمكنك أن تفعل كعامل بسيط؟» الذي رد عليه أحد العمال:
«إلى حد ما. بادئ ذي بدء، بعد أن أضع البلاط في الحمام أو المطبخ الخاص بمستوطن إسرائيلي، عندما تكون جميع البلاط في مكانه وقد جف الأسمنت بالفعل، أخذت مطرقة وأكسر القليل. عندما ننتهي تركيب أنابيب الصرف الصحي، وفحص المقاول من الباطن اليهودي للتأكد من أن كل شيء على ما يرام، ثم أضع كيس من الأسمنت في الأنبوب، وبمجرد أن يمر الماء عبر هذا الأنبوب، يصبح الأسمنت قاسيًا كالصخور، ويصبح نظام الصرف الصحي مسدودًا». 
قام سليمان منصور، وهو فنان فلسطيني، بإنتاج صور «أعطت شكلًا مرئيًا للإيديولوجية المصاغة حديثًا لصمود»، والتي وصفها غانيت أنكوري بأنها «جذر راسخ في الأرض، بصرف النظر عن المصاعب والإهانات الناجمة عن الاحتلال». من بين الأمثلة على أعمال منصور التي استشهد بها أنكوري زيتان على نبات الشجر، وقطف الزيتون (1987) وقطف الزيتون باللوح الثلاثي (1989).

كتب مهند عبد الحميد، كاتب عمود في صحيفة الأيام اليومية الفلسطينية، أن المقاومة هي حق شرعي للشعب الفلسطيني، ولكن في ضوء كلفتها الحادّة ونتائجها المحدودة، ينبغي أن تكون وسائل الصراع الأخرى مستخدمة. يقول الحميد:
"المقاومة هي البقاء والصمود. إنها غرس الأشجار وتطوير التعليم ومقاطعة منتجات الاحتلال، إطلاق انتفاضة شعبية ضد جدار الفصل العنصري وبناء المنازل في القدس الشرقية وإعادة فتح المؤسسات هناك، وتكافح ضد جميع الأشكال. الفساد ومقاطعة الشركات التي تسهم في تهويد القدس وأيضًا في بناء المستوطنات، وكذلك مقاطعة الشركات التي تزود جيش الاحتلال بالأسلحة، وهناك مائة طرق أخرى للمقاومة من شأنها أن تلحق الضرر بالاحتلال أكثر مما ستؤثر إلحاق الضرر بنا، مع الحفاظ على الحق المشروع في المقاومة في ظل ظروف لن تضر بأمن ومصالح الشعب الفلسطيني.
ومع ذلك، أعلن بعض أعضاء فتح البارزين الآخرين، مثل حسام خضر، "فتح لم تغير هويتها الوطنية، وتحتفظ بخيار المقاومة والنضال المسلح. لكن الآن، ولأول مرة ... إنها تسمح للخيار المفاوضات كأحد الخيارات الإستراتيجية للشعب الفلسطيني وكطريقة ممكنة لتحقيق أهدافه السياسية ".

## المراجع والتطبيقات المعاصرة

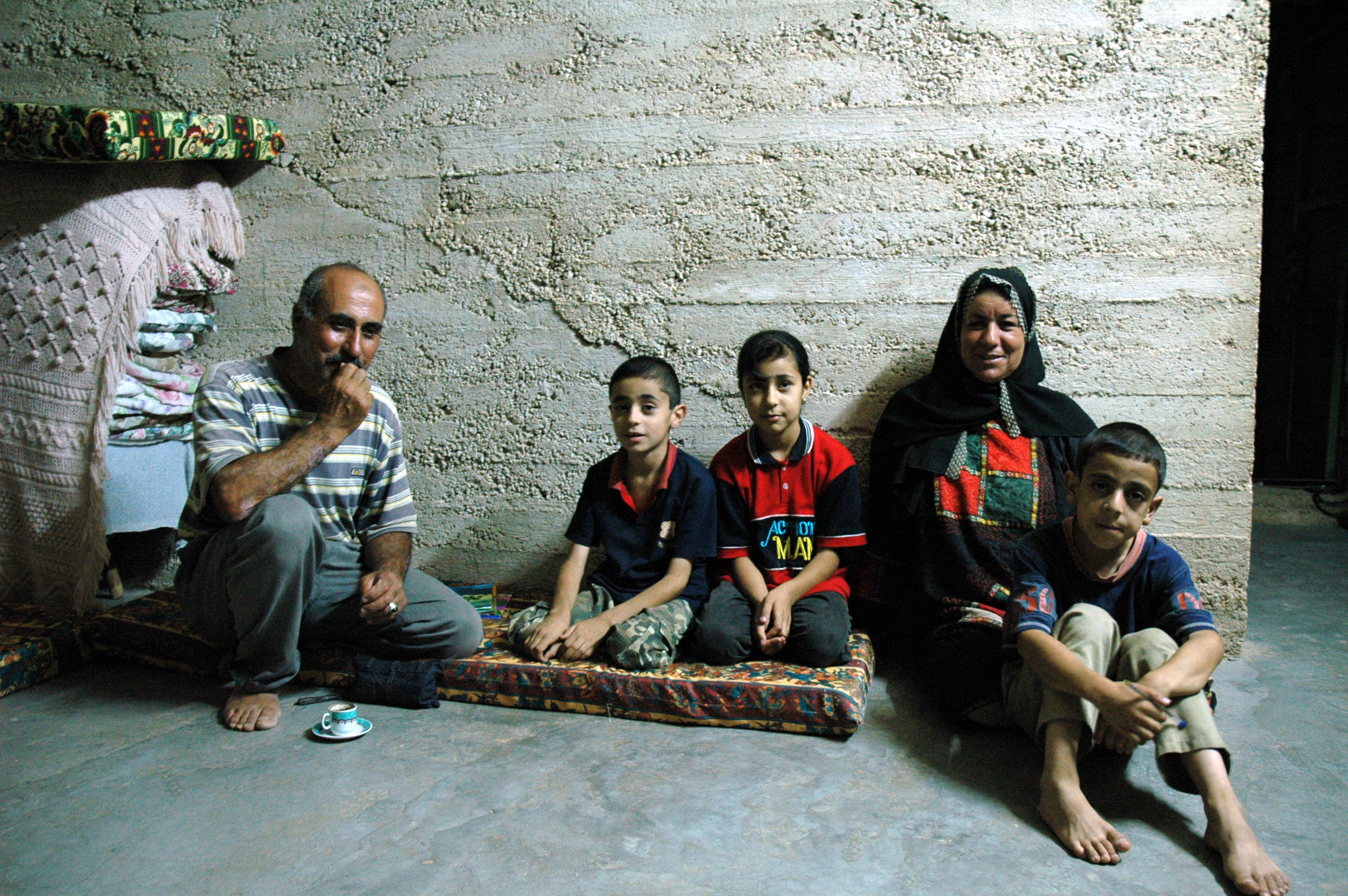
عائلة فلسطينية في يانون، بالقرب من نابلس 23 آب 2004.